# ブタン
ブタン（英: butane、英語発音: [ˈbjuːteɪn] ビューテイン）は、炭化水素の一種で、炭素4個が直鎖状に連なったアルカンである。n-ブタンとも呼ばれる。無色不快臭であり、常温・常圧で気体である。構造異性体としてイソブタン（2-メチルプロパン、iso-ブタン）があり、これらは異性体を持つアルカンでは最も小さい。可燃性物質であり、圧縮して液化した状態で運搬、利用される。天然には、石油や天然ガスの中に存在する。
1849年にエドワード・フランクランドによって発見された。名前の由来は酪酸の"but"にギリシア語における数字の末尾"ane"をつけたもの。
n-ブタンの爆発限界は 1.9 〜 8.5 vol%（空気中）。

## 反応
十分な酸素がある場合、ブタンは燃焼により二酸化炭素と水を生成する。酸素が不足した場合は不完全燃焼が起こり、すすや一酸化炭素もともに生成してくる。
n-ブタンは無水マレイン酸生産の原料となる（下式）。この反応にはシリカゲルに担持されたリン酸バナジウムが触媒として利用される。
{\displaystyle {\rm {2CH_{3}(CH_{2})_{2}CH_{3}+7O_{2}\longrightarrow 2C_{2}H_{2}(CO)_{2}O+8H_{2}O}}}
ブタンは他の炭化水素と同じく、フリーラジカル的な塩素化反応により 1-クロロブタンや 2-クロロブタンを始めとする多くの塩素化物に変わる。生成物の比率は2種類の C-H 結合の結合解離エネルギーの違いにより説明することができる。それぞれ末端炭素、内部炭素についての結合解離エネルギーはそれぞれ 425、411 kJ/mol であり、内部炭素の C-H 結合の方がわずかに弱く解裂しやすい。

## 利用
ブタンの民生利用は、ライターの燃料、エアロゾルスプレーの噴射剤のほか、液化石油ガス（LPガス、LPG）にプロパン等と混合して使用される。特にLPG自動車用の燃料であるオートガスは冬期等の寒冷期を除き基本的にはブタンとプロパンの比率が8:2となっている。調理用、キャンプ用などの手軽に利用可能なカセットコンロの燃料としてガス缶が市販されている。また、2009年には、ブタンを燃料とするエンジン（ホンダ・ピアンタFV200など）も開発されている。可燃性であるにもかかわらず、純粋なブタンをジクロロジフルオロメタンなどのフロンガスの代わりに冷媒として自動車に用いるという提案もある。さらに数年前国産ノンフロン冷蔵庫の冷媒はイソブタンが使われている。
工業利用では、石油化学における蒸気クラッキングの原料としても用いられる。
沸点が-0.5℃であるため、寒冷地でブタンボンベを使用する場合気化しないことがある。このため寒冷地ではプロパン、またはイソブタンを混合したものを使用する。前述のオートガスも寒冷期ではプロパンの割合が増やされる。